# Taminaschlucht

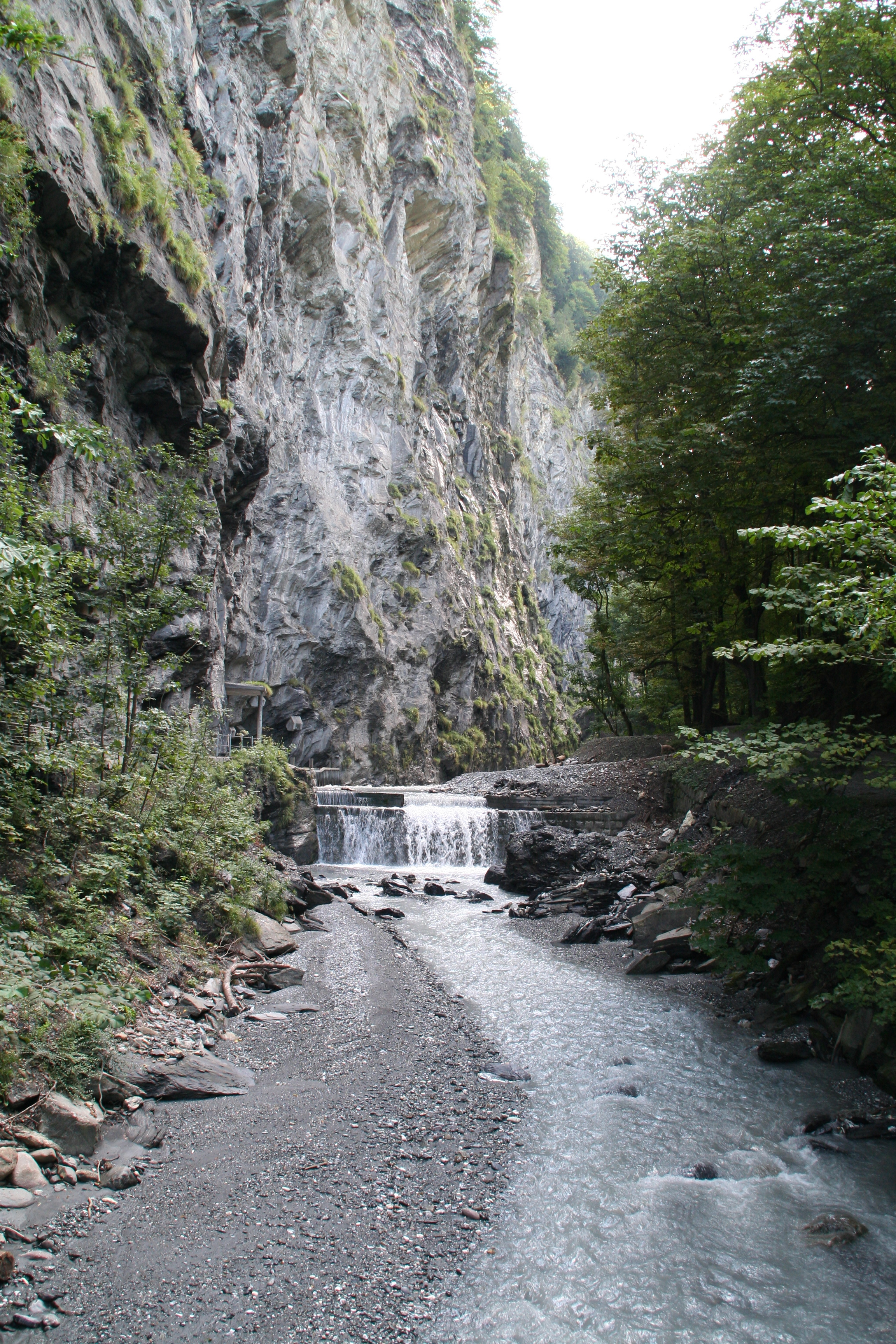
Taminaschlucht oberhalb Bad Ragaz

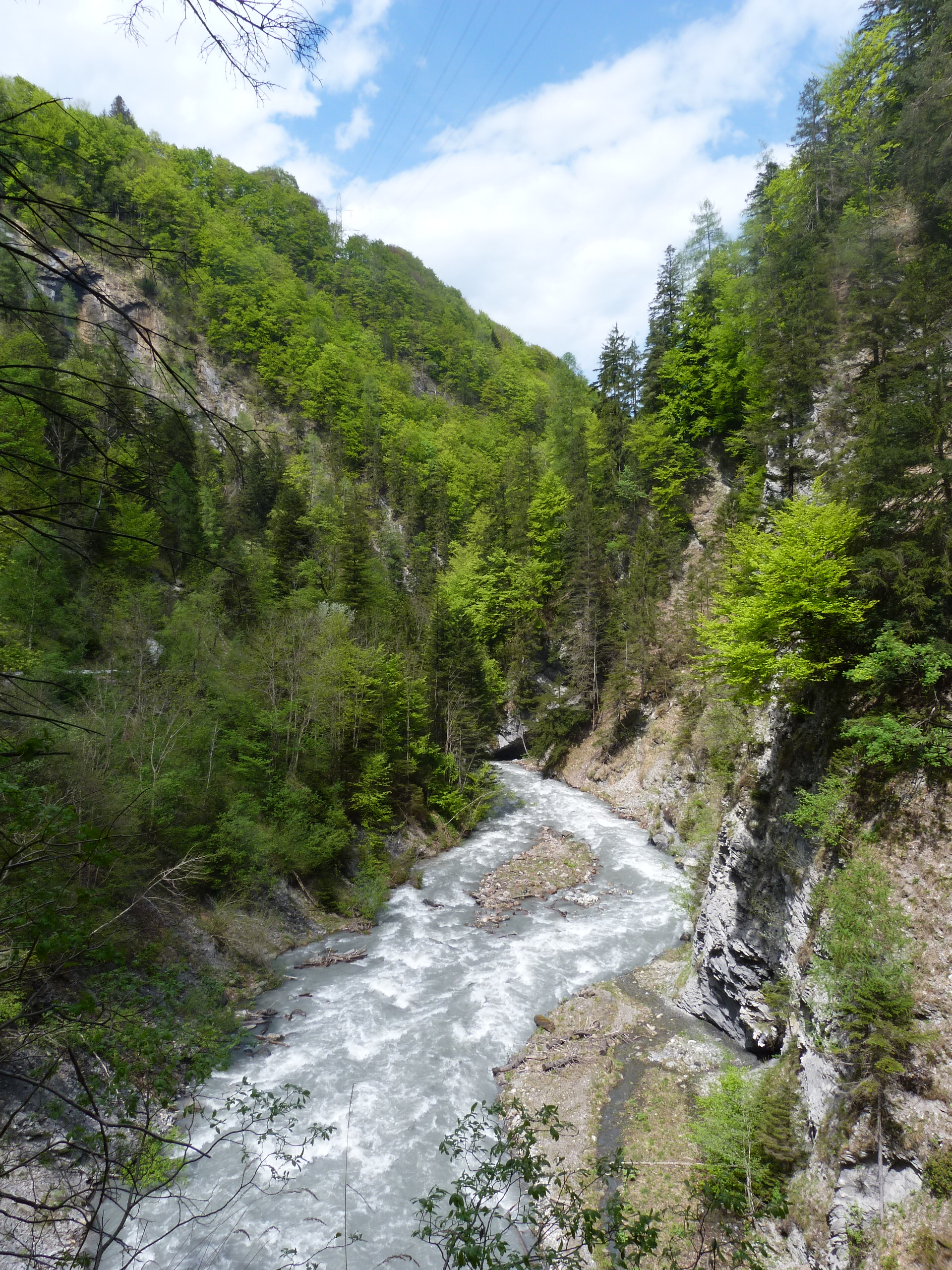
Taminaschlucht bei Hochwasser im Mai 2013

Die Taminaschlucht ist der nördliche Teil des Taminatals im Kanton St. Gallen in der Schweiz.
Zwischen Valens und dem Weiler Bonadivis gräbt sich das Wasser der Tamina bis zu 200 m in den Boden. Im Laufe der letzten 15'000 Jahre hat sich der kleine Fluss in den Fels gefressen, teils sogar ganz überdeckt durch eine natürliche Brücke zwischen Valens und Ragol. Die enge Felsspalte ist rund 750 m lang und 70 m tief. Beim Bad Pfäfers weitet sich die Schlucht so weit, dass für die letzten 4 km neben der Tamina auch ein einspuriges Strässchen Platz findet, welches Bad Ragaz mit dem alten Bad Pfäfers verbindet. Vor dem Bau des Gigerwaldsees tiefte sich das Flussbett einen halben bis zwei Zentimeter pro Jahr ab.

## Entstehung
Es gibt zwei Möglichkeiten, wie die Tamina ihre Schlucht in den vergangenen 15'000 Jahren aus dem Fels getieft hat:
- Zuerst frass sich der Fluss in einer schmalen Rinne durch den gut sieben Meter mächtigen Nummulitenkalk, welcher die Naturbrücken bildet. Als das Wasser darunter in den weicheren Seewerschiefer stiess, förderte dies eine stärkere Talbildung. Indem die Tamina sich in einer ostwärts gerichteten Bewegung schräg einschnitt, soll sich die Westwand leicht geneigt haben und so die Nummulitenkalkbänke gegeneinander verkeilt haben, wodurch die Naturbrücken entstanden.
- Es ist aber auch denkbar, dass sich die Tamina unter dem härteren Kalk durchfrass und die Schlucht eigentlich eine Höhle ist. Die wichtigsten Aufschlüsse dazu an den Naturbrücken sind jedoch weder begeh- noch einsehbar.

Der Schweizer Geologe Albert Heim war überzeugt: «Keine andere Schlucht der Schweizeralpen übertrifft sie an Großartigkeit».

## Zugang
Ab Bad Ragaz ist die Schlucht seit 1838 über das Fahrsträsschen für Fussgänger begehbar. Ab Bad Pfäfers ist ein Weg in die östliche Flanke gehauen, der im Sommerhalbjahr tagsüber bis zur Quelle begangen werden kann. Früher erfolgte der Zugang von Pfäfers und Valens her über steile Bergpfade und Treppenanlagen. Teilweise wurden Kranke auch in die Schlucht hinunter abgeseilt.

## Thermalquelle

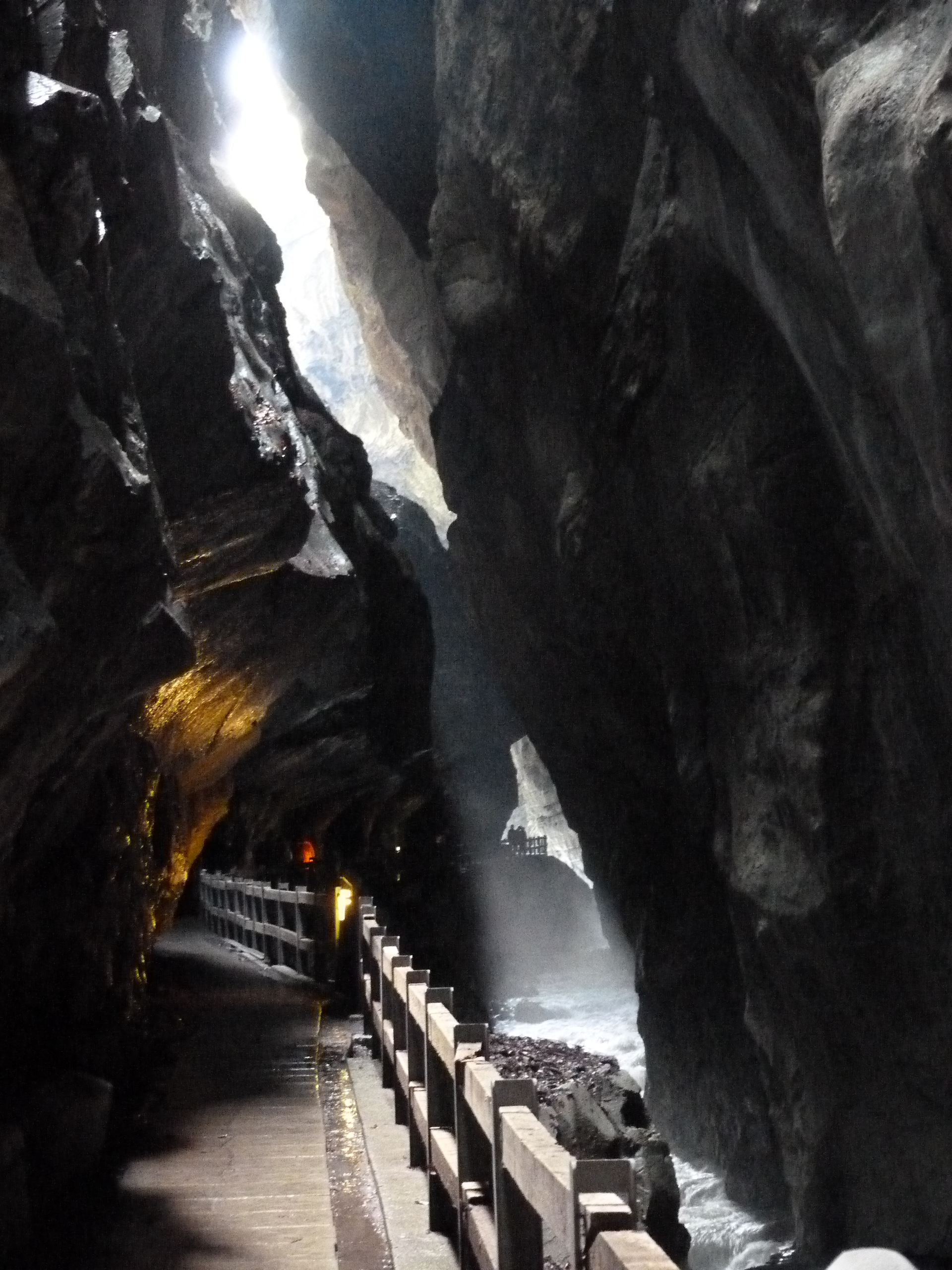
Die enge Schlucht der Tamina nahe der Warmwasserquelle

Im hinteren Teil der Taminaschlucht befindet sich eine Thermalquelle, deren 36,6° warmes Wasser gefasst wird. Ab 1350 bis 1969 wurde es im Bad Pfäfers genutzt, seither zum einen in der Heilklinik Valens, zum anderen in den Thermalbädern von Bad Ragaz. Das Wasser wird zur Behandlung von Kreislaufkrankheiten, Rheuma, Lähmungserscheinungen und Unfallfolgen angewendet.

## Fussnoten
1. ↑  Albert Heim: Geologie der Schweiz. Band 2. 1921, S. 474.

Koordinaten: 46° 58′ 52,9″ N, 9° 29′ 18,3″ O; CH1903: 755937 / 205404